# Bárbaro Cavernario
Leonardo Moreno Ayala  (nacido el 6 de noviembre de 1993) es un luchador profesional mexicano, más conocido bajo el nombre de Bárbaro Cavernario quien trabaja actualmente en el Consejo Mundial de Lucha Libre (CMLL).
Sus logros fue ganador del Torneo Gran Alternativa (2014) y Torneo Nacional de Parejas Increíbles (2017).

## Carrera

### Consejo Mundial de Lucha Libre (2012-presente)
Hizo su debut en el Consejo Mundial de Lucha Libre (CMLL), la mayor promoción de lucha libre profesional de México, en 2012 con el enmascarado El Bárbaro, un personaje genérico de lucha. A principios de 2012, solo meses después de su picadura de CMLL, El Bárbaro perdió su máscara cuando perdió una apuesta a El Gallo y se vio obligado a desenmascarar. Para muchos luchadores, perder la máscara tiende a ralentizar sus carreras, pero en el caso de Moreno , modificó su imagen y se hizo conocido como Bárbaro Carvenario, un personaje cavernícola inspirado en la leyenda de la lucha libre mexicana Cavernario Galindo, adoptando la tela de lomo peludo y las botas de Galindo, así como usar La Cavernaria como un movimiento final como el original.
Dejó crecer su cabello, Moreno agregó una ejecución más dramática a sus luchas, actuando como un salvaje en el ring entre movimientos. El reempaquetado Moreno fue empujado por CMLL, lo que le dio varias victorias de Lucha de Apuestas , que en México es un galardón que se tiene en mayor consideración que las victorias en el título. Como Carvenario, comenzó una historia con los luchadores locales de Guadalajara Javier Cruz Jr. y Leo. El 24 de junio, Cavernario derrotó a Cruz Jr. en un combate en el que Cruz Jr. se afeitó calvo después del combate. Sólo unos días después, derrotó a Leo en un partido que dejó a Leo calvo después de su derrota. Como parte de la historia, el conocido padre de Cruz Jr., Javier Cruz, se retiró de la jubilación para la historia. 
El 16 de diciembre de 2012, Cavernario ganó el Campeonato de peso medio de Occidente cuando derrotó a Smaker en una revancha. Mantendría el título por poco más de siete meses, antes de que Black Metal ganara el campeonato. Dos semanas después, Cavernario recuperó el campeonato de Black Metal. El 27 de octubre de 2013, Fuego derrotó a Cavernario para ganarle el título.
Tras perder el campeonato, Cavernario comenzó a trabajar más combates en la Ciudad de México , la sede principal de CMLL. A principios de 2014, Cavernario se asoció con el veterano luchador Mr. Niebla, para el Torneo Gran Alternativa de CMLL. El concepto del torneo vio a dieciséis equipos, compuestos por un novato de bajo rango que se unió a un luchador veterano establecido para mostrar nuevos talentos. En la primera ronda, el equipo derrotó al equipo padre / hijo de Blue Panther y Black Panther , luego derrotó a Último Guerrero y Hechicero en la segunda ronda, y finalmente a los hermanos Rush y Dragon Lee II, para clasificarse para las finales. Las finales se llevaron a cabo el 21 de febrero de 2014, como parte del evento especial anual Homenaje a Dos Leyendas de CMLL , en el que Cavernario y el Sr. Niebla derrotaron a Volador Jr. y Soberano Jr. para ganar el torneo.

### New Japan Pro-Wrestling (2015, 2016, 2017)
En enero de 2015, Cavernario hizo su debut en New Japan Pro-Wrestling (NJPW), cuando trabajó en la gira de FantasticaManía 2015, coproducida por CMLL y NJPW. Cavernario regresó a NJPW para participar en el Best of the Super Juniors 2015. Terminó con un récord de tres victorias y cuatro derrotas, y no pudo avanzar a las finales del torneo. En enero de 2016, Cavernario volvió a participar en la gira de FantasticaManía 2016. En el cuarto programa, defendió con éxito el Campeonato Nacional Mexicano de Peso Wélter contra Titán.
En enero de 2017, Cavernario participó en la gira de FantasticaManía 2017, desafió sin éxito a Dragon Lee por el Campeonato Mundial de Peso Ligero del CMLL durante el evento del 20 de enero.

## En lucha
- Movimientos finales
  - La Cavernaria (Seated surfboard)[7]
- Movimiento en firma
  - Diving splash to the outside of the ring[8]
  - Slingshot reverse splash[8]
  - Turnbuckle crucifix powerbomb[8]

## Campeonatos y logros
- Consejo Mundial de Lucha Libre
  - Campeonato Mundial de Peso Semicompleto del CMLL (1 vez)
  - Campeonato Nacional de Peso Semicompleto (1 vez, actual)
  - Campeonato Nacional de Peso Welter (1 vez)
  - Campeonato de Peso Medio de Occidente (2 veces)
  - Torneo Gran Alternativa (2014) – con Mr. Niebla[9]
  - Torneo Nacional de Parejas Increíbles (2017) – con Volador Jr.[10]
  - Reyes del Aire (2016)[11]

- Pro Wrestling Illustrated
  - Situado en el Nº146 en los PWI 500 de 2019[12]
  - Situado en el Nº242 en los PWI 500 de 2020[13]

## Luchas de apuestas
| Ganador                                | Perdedor                              | Lugar                | Evento                           | Fecha                    | Notas |
| -------------------------------------- | ------------------------------------- | -------------------- | -------------------------------- | ------------------------ | ----- |
| El Gallo (máscara)                     | El Bárbaro (máscara)                  | Guadalajara, Jalisco | Live event                       | 11 de marzo de 2012      |       |
| Bárbaro Cavernario (cabellera)         | Javier Cruz Jr. (cabellera)           | Guadalajara, Jalisco | Live event                       | 24 de junio de 2012      |       |
| Bárbaro Cavernario (cabellera)         | Leo (cabellera)                       | Guadalajara, Jalisco | Live event                       | 1 de julio de 2012       |       |
| Bárbaro Cavernario (cabellera)         | Javier Cruz (cabellera)               | Guadalajara, Jalisco | Live event                       | 15 de julio de 2012      |       |
| Bárbaro Cavernario (cabellera)         | Black Metal (cabellera)               | Guadalajara, Jalisco | Live event                       | 22 de junio de 2014      |       |
| Bárbaro Cavernario (cabellera)         | Rey Cometa (cabellera)                | Ciudad de México     | 81th Aniversario del CMLL        | 19 de septiembre de 2014 |       |
| Bárbaro Cavernario (cabellera)         | Rey Cometa (cabellera)                | Ciudad de México     | Gran Prix Internacional del CMLL | 1 de julio de 2016       |       |
| Bárbaro Cavernario y Rush (cabelleras) | Matt Taven y Volador Jr. (cabelleras) | Ciudad de México     | 85th Aniversario del CMLL        | 14 de septiembre de 2018 |       |
| Bárbaro Cavernario (cabellera)         | El Felino (cabellera)                 | Ciudad de México     | Homenaje a Dos Leyendas          | 17 de septiembre de 2021 |       |